# Ivan Těrenťjevič Peresypkin
Ivan Těrenťjevič Peresypkin (rusky Иван Терентьевич Пересыпкин;
5.jul./ 18. června 1904greg. Protasovo, Orelská gubernie – 12. října 1978 Moskva)
byl sovětský maršál spojovacích vojsk (1944), náčelník spojů Rudé armády za druhé světové války i po ní až do roku 1957.

## Život
Pocházel z rolnické rodiny, od roku 1916 pracoval v dole. V dubnu 1919 první den po vstupu Rudé armády do Gorlovky dobrovolně vstoupil do jejích řad. Bojoval v občanské válce, po jejím skončení pracoval v milici i jako dělník. V roce 1923 se vrátil do armády, sloužil u spojovacích vojsk. V letech 1932 – 1937 studoval na Vojensko – elektrotechnické akademii S.M.Buďonného v Leningradě, po té zaujal vysoké politické funkce ve spojovacích vojscích.
V květnu 1939 se stal členem sovětské vlády (v pětatřiceti letech) jako lidový komisař spojů.
Po začátku války stanul i v čele vojenských spojů. Byl zodpovědný za rychlé překonání chaosu prvních válečných dnů, po zbytek války pracovali vojenští spojaři ke spokojenosti vedení armády i státu. Vládní post opustil v roce 1944, v čele spojovacího vojska zůstal ještě dlouhá léta po válce.
Zemřel 12. října 1978 v Moskvě, pohřben je na Novoděvičím hřbitově.

## Vzdělání
- 1924 absolvoval Vojensko – politickou školu
- 1937 absolvoval Vojensko – elektrotechnickou akademii S.M.Buďonného

## Vojenská kariéra
- od 4. dubna 1919 v Rudé armádě
- 1920 – 1923 v milici, dělník
- od 1923 v Rudé armádě
- 1925 – politruk, vojenský komisař, velitel spojovací eskadrony
- 1937 – leden 1938 – komisař Vědecko – výzkumného institutu spojů DRRA
- leden 1938 – březen 1939 – komisař Správy spojů DRRA
- březen 1939 – červenec 1941 – zástupce náčelníka Správy spojů DRRA
- 10. května 1939 – 22. července 1944 – lidový komisař spojů SSSR
- červenec 1941 – 1946 – náčelník Hlavní správy spojů DRRA
- červenec 1941 – listopad 1944 – náměstek lidového komisaře obrany SSSR
- 1946 – 1957 – náčelník vojsk spojů Pozemních vojsk Ozbrojených sil SSSR
- 1957 – 1958 – vědecký konzultant při náměstku ministra obrany SSSR
- od 1958 – ve skupině generálních inspektorů

## Hodnosti
- leden 1938 – plukovník
- srpen 1941 – generálmajor spojovacích vojsk
- 27. prosince 1941 – generálporučík spojovacích vojsk
- 31. březen 1943 – generálplukovník spojovacích vojsk
- 21. únor 1944 – maršál spojovacích vojsk

## Řády a vyznamenání
- 4x Leninův řád
- Řád říjnové revoluce
- 2x Řád rudého praporu
- Řád Kutuzova I. stupně (29. července 1944)
- Řád rudé hvězdy
- Řád "Za službu v ozbrojených silách SSSR" III. stupně
- zahraniční řády

## Politická činnost
- od 1925 člen VKS(b)
- 20. 2. 1941 – 5. 10. 1952 člen ÚRK VKS(b)
- 1946 – 1950 – poslanec Nejvyššího sovětu SSSR

## Dílo
- ...А в бою еще важней.. Moskva: Sovetskaja Rossija, 1970. 254 s. Dostupné online. (rusky)[nedostupný zdroj]
- Связисты в годы Вел. Отечеств. войны. Moskva: [s.n.], 1972. (rusky)
- Связь в Вел. Отечеств. войне. Moskva: [s.n.], 1973. (rusky)
- Связь сердец боевых. 2. vyd. Doneck: [s.n.], 1979. (rusky)